# Thác Trời (Nam Cát Tiên)
Thác Trời là thác trên sông Đồng Nai ở vùng đất xã Đạ Kho huyện Đạ Huoai tỉnh Lâm Đồng, Việt Nam.
Thác Trời ở trong vùng Vườn Quốc gia Cát Tiên. Cũng ở trên sông Đồng Nai cỡ 1 km phía thượng nguồn là Thác Bùng Binh. 11°27′28″B 107°26′56″Đ / 11,45772°B 107,44894°Đ

## Sông Đồng Nai
Sông Đồng Nai là con sông nội địa dài nhất Việt Nam, với chiều dài 586 km (364 dặm). Sông có lưu vực 38.600 km² (14.910 mi2), lớn thứ nhì Nam Bộ, chỉ sau sông Cửu Long.
Sông Đồng Nai chảy qua các tỉnh Lâm Đồng, Đăk Nông, Bình Phước, Đồng Nai, Bình Dương, Thành phố Hồ Chí Minh.
Tại vùng Thác Trời Nam Cát Tiên và Thác Bùng Binh sông Đồng Nai là ranh giới giữa xã Đạ Kho huyện Đạ Tẻh tỉnh Lâm Đồng và xã Đăk Lua huyện Tân Phú tỉnh Đồng Nai.